# Falling Stars
A Falling Stars (magyarul: Hullócsillagok) az orosz származású moldáv Lidia Isac dala, mellyel Moldovát képviselte a 2016-os Eurovíziós Dalfesztiválon, Stockholmban. A dal a TRM által szervezett nemzeti döntőben nyerte el az eurovíziós indulás jogát 2016. február 27-én.

## Eurovíziós Dalfesztivál
A dalt az Eurovíziós Dalfesztiválon a május 10-i első elődöntőben adta elő, fellépési sorrendben harmadikként a Görögországot képviselő Argo Utopian Land című dala után, és a Magyarországot képviselő Freddie Pioneer című dala előtt. Az elődöntőben a tizenhetedik, utolsó előtti helyen végzett, így nem jutott tovább a május 14-i döntőbe.
A következő moldáv induló a SunStroke Project Hey Mamma című dala volt a 2017-es Eurovíziós Dalfesztiválon.